# Aluminiumjodid
Aluminiumjodid är en kemisk förening av aluminium och jod (kemisk formel AlI3). Den framställs genom reaktion mellan metallisk aluminium och vätejodid.
Hexahydratet erhålles från en reaktion mellan metallisk aluminium eller aluminiumhydroxid med vätejodid eller hydrojodsyra. Liksom den besläktade kloriden och bromiden, är AlI3  en stark Lewissyra och kommer att absorbera vatten från atmosfären. Det används som ett reagens för klyvning av vissa typer av C-O- och N-O-bindningar. Det klyver aryletrar och deoxiderar epoxider.

## Struktur
Solid AlI3 är dimerisk, bestående av Al2I6, liknande den för AlBr3. Strukturen hos monomera och dimeriska former har karakteriserats i gasfasen. Monomeren, AlI3, är trigonal plan med en bindningslängd på 2,448(6) Å, och den överbryggade dimeren, Al2I6, vid 430 K är en liknande Al2Cl6 och Al2Br6 med Al−I-bindningslängder på 2,456(6) Å (terminal) och 2,670(8) Å (överbryggning). Dimer beskrivs som skiva med en jämviktsgeometri på D2h.

## Aluminium(I)jodid
Namnet "aluminiumjodid" antas allmänt beskriva trijodiden eller dess dimer. Faktum är att en monojodid också har en roll i Al-I-systemet, även om föreningen AlI är instabil vid rumstemperatur i förhållande till trijodiden:
{\displaystyle {\ce {3AlI -> AlI3 + 2Al}}}
Ett illustrativt derivat av aluminiummonodid är den cykliska addukten bildad med trietylamin, Al4I4(NEt3)4.